# Mölltaler Polinik
Mölltaler Polinik (2784 m n. m.) je hora ve skupině Kreuzeckgruppe (součást Vysokých Taur) v rakouské spolkové zemi Korutany. Nachází se jižně od vesnic Flattach a Obervellach ležících v údolí řeky Möll. Pod jihozápadními svahy hory se nachází jezero Poliniksee, pod severními jezero Bodensee. Polinik je nejvyšší horou skupiny Kreuzeckgruppe.
Na vrchol lze vystoupit po značené turistické trase č. 326 (Kreuzeck Höhenweg) buď od chaty Polinikhütte (1873 m n. m.), nebo ze sedla Teuchlscharte (2468 m n. m.).